# Keith Ellis
Keith Ellis (ur. 30 marca 1927 w Casino, zm. 17 kwietnia 1989) – australijski rugbysta grający na pozycji filara młyna, reprezentant kraju.
W trakcie kariery sportowej reprezentował klub Manly RUFC. Został także wybrany do stanowej drużyny Nowej Południowej Walii, dla której rozegrał osiem spotkań.
Powołanie do australijskiej reprezentacji otrzymał w roku 1958, gdy na wyprawę do Nowej Zelandii niedostępna była czwórka ówczesnych Wallabies. Zagrał wówczas we wszystkich trzech testmeczach przeciwko All Blacks, w roku kolejnym rozpoczął oba testmecze z British and Irish Lions rozegrane w ramach ich tournée po Oceanii. Łącznie zatem w reprezentacji kraju wystąpił w pięciu testmeczach, we wszystkich po drugiej stronie młyna znajdował się klubowy partner, Peter Dunn.